# Boswell Sisters
The Boswell Sisters waren eine US-amerikanische Jazz-Girlgroup aus New Orleans, die in den 1930er Jahren große Popularität genoss.
Das Vokalensemble bestand aus drei Schwestern:
- Martha „Daot“ Lloyd, geborene Boswell (* 9. Juli 1905 in Kansas City, Missouri; † 2. Juli 1958 in Peekskill, New York)[1]
- Constance „Connee“ Boswell (* 3. Dezember 1907 in Kansas City; † 11. Oktober 1976 in New York City)[2]
- Helvetia „Vet“ Jones, geborene Boswell (* 20. Mai 1911 in Birmingham, Alabama; † 12. November 1988 in Peekskill)[3]

## Geschichte

### Frühe Jahre
Der Vater, Alfred Clyde Boswell (1877–1944), stammte aus Indiana. Er war im Zirkusbereich tätig, bevor er Meldania George Foore (1871–1947) aus Missouri heiratete. Ein Sohn und eine Tochter starben kurz nach der Geburt. Der Sohn Alfred Clyde jr. (1900–1918), wie seine Geschwister sehr musikalisch (er spielte Violine), starb an einer Grippeerkrankung. Auch die Eltern waren gute Sänger. Die Familie zog 1914 von Kansas City nach New Orleans, wo Alfred Boswell eine Stelle als Manager der Fleischmann Yeast Company annahm.
Schon früh wurden die drei Schwestern an die Musik herangeführt. Alle lernten mehrere Instrumente und wurden durch Professor Otto Finck, einem Cellisten des French Opera House in New Orleans klassisch ausgebildet. Martha spezialisierte sich auf das Klavier. So spielte sie bei den meisten Songs die Begleitung und komponierte auch. Vet lernte Violine, Banjo wie auch Tanzen. Connee erkrankte im Alter von drei Jahren an Kinderlähmung. Sie erholte sich zwar, konnte aber nie mehr richtig laufen. Auf Wunsch ihrer Mutter lernte sie Cello; hinzu kamen Klavier, Posaune, Gitarre und Altsaxophon. Durch ihre Mutter kamen die Geschwister mit verschiedenen Musikrichtungen in New Orleans in Verbindung, auch mit Jazz. Zu diesem Zweck nahm sie sie in das Lyric Theatre mit, in dem afroamerikanische Musiker auftraten.
Erste Bühnenerfahrungen sammelten Connee und Vet unter anderem in dem Passionsspiel Veronica‘s Veil im French Opera House. Im Hause der Familie Boswell in der Camp Street fanden sich öfters Jazzmusiker aus der Stadt ein, unter anderem der 1925 verstorbene Kornettist Emmett Hardy. Martha musizierte mit ihnen und entwickelte so schon früh ein Gefühl für Blues und Ragtime.

### Karriere
Die Schwestern feierten bereits in jungen Jahren Erfolge in Vaudeville-Theatern in New Orleans und Umgebung. Bereits 1925 traten sie in Radiosendungen in New Orleans auf; zunächst nur mit Instrumenten, später auch mit Gesang. Hierbei übernahm vor allem Connee den Leadgesang. Sie traten auch mit den New Orleans Philharmonics auf, und ab 1925 machten sie erste Plattenaufnahmen, die jedoch wenig erfolgreich waren. Wegen einer Erkältung nutzte Connee das Mikrofon, um ihrer Stimme ein stärkeres Volumen zu verleihen. Sie war damit einer der ersten Interpreten, die das Mikrofon als Verstärker nutzten. Ab 1930 machten sie Plattenaufnahmen für Victor Records. Überregional bekannt wurden sie jedoch erst, als sie 1930 nach New York gingen. Nach einigen Aufnahmen für Okeh Records hatten sie ihre größten Erfolge zwischen 1931 und 1935 bei Brunswick Records.
Insgesamt hatten die Boswell Sisters 20 Top-Hits im Bereich des Vocal Jazz. Hierbei wurden sie oft von namhaften Musikern wie Jimmy und Tommy Dorsey, Joe Venuti, Glenn Miller und den Orchestern Victor Young, Russ Case und Jimmy Grier begleitet. Der Hit Rock and Roll aus dem Jahr 1934 einer der ersten Songs, in dem dieser Ausdruck verwendet wurde. Ebenfalls 1934 entstand der Nummer-eins-Hit The Object of My Affection. Die Schwestern wechselten im Oktober 1935 zu Decca Records. Hier entstanden in drei Sessions weitere Aufnahmen, die letzte am 12. Februar 1936. Connee Boswell hatte bereits vorher solo gearbeitet und konnte ihre Solokarriere erfolgreich fortsetzen. Martha und Vet heirateten und zogen sich aus dem Musikgeschäft zurück.

## Rezeption
The Boswell Sisters hatten großen Einfluss auf andere Gruppen und Interpreten. Ella Fitzgerald bezeichnete Connee Boswell häufig als ihre einzige Inspirationsquelle. The Andrews Sisters ließen sich durch den Dixieland-Stil der Gruppe beeinflussen. 1980 wurde das Jazz-Ensemble The Pfister Sisters in New Orleans gegründet. Die drei Sängerinnen ließen sich durch The Boswell Sisters beeinflussen; 2000 entstand das Album All‘s Well That‘s Boswell. Es enthält verschiedene Songs der Boswell Sisters, die bislang nur in Filmen und nicht auf Schallplatten verwendet wurden. Vorher hatten sie bereits mit Vet Boswell Songs der Boswell Sisters gesungen.
2001 hatte das Musical The Boswell Sisters in San Diego Premiere. 2014 wurde eine Ausstellung im Rahmen der The Historic Collection of New Orleans über die Boswell Sisters mit dem Titel Shout, Sister, Shout! The Boswell Sisters of New Orleans zum 100. Geburtstag der Ankunft der Geschwister in New Orleans eröffnet. Begleitet wurde die Ausstellung von Kyla Titus, der Enkelin von Vet Boswell, auf Wunsch ihrer Mutter (Vets Tochter), die 2010 starb. Diese hatte bereits zuvor The Boswell Museum in East Springfield eröffnet. Nach ihrem Tod wurden die Ausstellungsstücke nach New Orleans gebracht. Kyla Titus veröffentlichte 2014 ebenfalls das Buch The Boswell Legacy.

## Auszeichnungen
1998 wurden die Boswell Sisters in die Vocal Group Hall of Fame aufgenommen. 2008 erfolgte die Aufnahme in die Louisiana Music Hall of Fame.